# Pierre Wilkner
Pierre Gustav Arne Wilkner, född 10 september 1956 i Stockholm, är en svensk skådespelare. 
Wilkner är son till tandläkaren Arne Wilkner och skådespelerskan Gertrud Fridh. Wilkner studerade vid Statens scenskola i Stockholm. Han tillhör Dramatens ensemble. Sommaren 2009 medverkade han i sommarteatern Söderblomspelet i Trönö i regi av Hans Klinga.

## Filmografi
- 1995 - Anmäld försvunnen (TV)
- 1993 - Snoken (TV)
- 1985 - Lösa förbindelser (TV)

## Teater

### Roller (ej komplett)
| År   | Roll                                                                | Produktion                                                                                            | Regi                  | Teater                       |
| ---- | ------------------------------------------------------------------- | --- | --------------------- | ---------------------------- |
| 1966 | Barn                                                                | I afton improviserar vi (Questa sera se recita a soggetto) Luigi Pirandello                           | Mimi Pollak           | Dramaten                     |
| 1971 | Medverkande                                                         | Sol, vad vill du mig? Birger Norman                                                                   | Ingvar Kjellson       | Dramaten                     |
| 1979 | Statist                                                             | Kollontaj Agneta Pleijel                                                                              | Alf Sjöberg           | Dramaten                     |
| 1987 | Alexander                                                           | Under tiden Michael Druker                                                                            | Richard Looft         | Dramaten                     |
| 1988 | Konstapel Smith, en av tre Jimmy                                    | Tolvskillingsoperan (Die Dreigroschenoper) Bertolt Brecht och Kurt Weill                              | Peter Langdal         | Dramaten                     |
| 1988 | Bengalskij Varenucha Levi Matteus Mördare                           | Mästaren och Margarita (Мастер и Маргарита, Master i Margarita) Michail Bulgakov                      | Jurij Ljubimov        | Dramaten                     |
| 1990 | Greve Wilhelm                                                       | Amorina Carl Jonas Love Almqvist                                                                      | Peter Stormare        | Dramaten                     |
| 1991 | Gammelmorfar Vaidur von Eberkopf                                    | Peer Gynt Henrik Ibsen                                                                                | Ingmar Bergman        | Dramaten                     |
| 1991 | Michael                                                             | Peter Pan J.M. Barrie                                                                                 | Jackie Söderman       | Dramaten                     |
| 1994 | Hanok, Devil’s angel                                                | Goldbergvariationer (Die Goldberg-Variationen) George Tabori                                          | Ingmar Bergman        | Dramaten                     |
| 1998 | Frukthandlare Råtta                                                 | Råttfångaren Rikard Bergqvist                                                                         | Agneta Ehrensvärd     | Dramaten                     |
| 2005 | Kolaren Positivhalaren Nyttoväxt Rimfrost Julbock Herr Fabriksägare | Petter och Lotta och stora landsvägen Lucas Svensson efter Elsa Beskow                                | Carolina Frände       | Dramaten                     |
| 2008 | Karl Gustav                                                         | Kristina August Strindberg                                                                            | Jagoš Marković        | Dramaten                     |
| 2009 | Hollgren                                                            | Final Victoria Benedictsson och Axel Lundegård                                                        | Hilda Hellwig         | Dramaten                     |
| 2009 | En poliskommissarie Mäster Simon                                    | Den girige (L'Avare) Molière                                                                          | Gösta Ekman           | Dramaten                     |
| 2012 |                                                                     | Reflektioner kring naturalismen och kvinnan - ett samtal August Strindberg                            | Nils Poletti          | Dramaten                     |
| 2012 |                                                                     | I'm saving my flower 4 U goatboy                                                                      | Nils Poletti          | Dramaten                     |
| 2012 | Orm                                                                 | Den fredlöse – en fornnordisk saga August Strindberg                                                  | Nils Poletti          | Dramaten                     |
| 2012 |                                                                     | The Royal Dramatic Rumble Wrestling Fight Night Forever! - Fadren vs Fordringsägare August Strindberg | Nils Poletti          | Dramaten                     |
| 2014 | Andreas Nordenhielm Carl Gustaf Rehnskiöld Georg Heinrich von Görtz | Carolus Rex Nils Poletti                                                                              | Nils Poletti          | Dramaten i Riddarholmskyrkan |
| 2015 | Relling Molvik Gråberg                                              | Vildanden Henrik Ibsen                                                                                | Anna Pettersson       | Dramaten                     |
| 2016 | Mäster Simon En poliskommissarie                                    | Den girige (L'Avare) Molière                                                                          | Gösta Ekman           | Dramaten                     |
| 2017 | Oskar Johansson                                                     | Molnens bröder Barbro Lindgren                                                                        | Lars Rudolfsson       | Dramaten                     |
| 2017 |                                                                     | De sista vittnena (Последние свидетели, Poslednije svideteli) Svetlana Aleksijevitj                   | Ulla Kassius          | Dramaten                     |
| 2017 | Petritskij med flera                                                | Anna Karenina (Анна Каренина) Lev Tolstoj                                                             | Tobias Theorell       | Dramaten                     |
| 2018 | Domaren                                                             | Riten Ingmar Bergman                                                                                  | Emil Graffman         | Dramaten                     |
| 2019 | Bill Cunningham                                                     | Hugh och Nancys många världar Lars Rudolfsson                                                         | Lars Rudolfsson       | Dramaten                     |
| 2020 | Castruccio, en doktor                                               | Furstinnan av Amalfi (The Duchess of Malfi) John Webster                                              | Suzanne Osten         | Dramaten                     |
| 2021 |                                                                     | Den yttersta minuten Mattias Andersson                                                                | Mattias Andersson     | Dramaten                     |
| 2021 | Kören                                                               | Alkestis (Ἄλκηστις, Alkēstis) Euripides                                                               | Elli Papakonstantinou | Dramaten                     |
| 2022 | Medvedev                                                            | Natthärbärget (На дне, Na dne) Maksim Gorkij                                                          | János Szász           | Dramaten                     |
| 2022 | Krogstad                                                            | Ett dockhem (Et Dukkehjem) Henrik Ibsen                                                               | Anna Pettersson       | Dramaten                     |
| 2023 | Jacob Brown (understudy)                                            | Tolvskillingsoperan (Die Dreigroschenoper) Bertolt Brecht och Kurt Weill                              | Sofia Adrian Jupither | Dramaten                     |
| 2024 |                                                                     | Or-lan-do Ninna Tersman och Nora Nilsson                                                              | Nora Nilsson          | Dramaten                     |
| 2025 | Walter Schmitt (vildsvin)                                           | Jefferson Jean-Claude Mourlevat                                                                       | Olle Törnqvist        | Dramaten                     |